# Nikolaj Ivanovič Novikov
Nikolaj Ivanovič Novikov (Avdot'ino, 8 maggio 1744 – Mosca, 12 agosto 1818) è stato un giornalista, letterato ed esoterista russo.

## Biografia
Inizialmente pubblicò varie liriche e racconti, per poi passare a dedicarsi all'attività giornalistica, con scritti di vena satirica in cui diffondeva ideali di libertà. Diresse riviste a carattere polemico che ebbero anche una discreta tiratura, quali Il calabrone e Il pittore.
Di notevoli capacità organizzative, si interessò di materie storiche, scientifiche e letterarie con varie attività al fine di combattere, in modo più o meno velato gli eccessi del dispotismo del suo tempo.

### Massoneria
Fu iniziato in  massoneria  nel 1775, in una loggia di cui non si conosce il nome, frequentò la loggia "Urania", fu uno dei nove  membri fondatori  della Loggia "Astraea ", di San Pietroburgo, fu poi Maestro venerabile della loggia "Latona", nel 1778 ricevette il settimo grado del sistema svedese (Cavaliere dell'Est), nel 1780 organizzò la loggia segreta "Harmonia", a partire dal 1782 fu membro e tesoriere del Capitolo dell'ottava provincia della Stretta Osservanza templare, col nome simbolico di "Eques ab ancora", e presidente del suo Direttorio; nel 1784 divenne membro della Rosa-Croce d'Oro,  col nome simbolico di "Colovion" e fu membro del Direttorio del grado teorico, nel 1789 fu oratore di questo grado a Mosca per aderire infine al Regime scozzese rettificato, in seno al quale diresse i cavalieri benefici della città santa -CBCS-. Non partecipò ai lavori delle logge dell'Ottocento, benché avesse mantenuto dei legami ininterrotti con i loro membri e figuri nelle liste della loggia "La Sfinge morente".  A partire dal 1788 introdusse il martinismo a Mosca e a San Pietroburgo.
Nel 1792, la zarina Caterina II, in reazione al clima venutosi a creare a seguito della Rivoluzione francese, fece incarcerare Novikov  nella fortezza di Schlüsselburg. Con l'avvento dello zar Paolo I, quattro anni dopo, Novikov fu liberato ma, provato da questa forte esperienza, non riuscì più a riprendere le sue opere.